# Vlag van Yde-De Punt

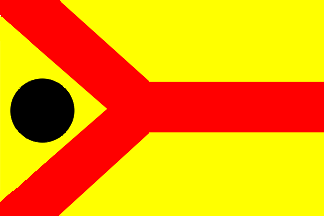
Vlag van Yde-De Punt

De vlag van Yde-De Punt is op 27 april 1992 vastgesteld als de dorpsvlag van de dorpen Yde-De Punt in de Nederlandse provincie Drenthe. Deze kan als volgt worden beschreven:
Hoogte staat tot breedte is 2:3. Een gele vlag met een liggende rode gaffel ter breedte van een vierde van de vlaghoogte: tussen de diagonale armen van de gaffel aan de broekzijde een zwarte bal.
De rode gaffel verzinnebeeldt Yde, de zwarte bal De Punt. De kleuren rood, zwart en geel zijn gekozen in analogie met de hoofdkleuren van het wapen van de voormalige gemeente Vries, waarvan Yde en De Punt van voor de gemeentelijke herindeling onderdeel van uitmaakten. De dorpsvlag is ontworpen door G.W. Nanninga uit Yde.
Anloo
· Annen
· Annerveenschekanaal
· Dalen
· De Groeve
· Een
· Eext
· Eexterveen
· Eexterveenschekanaal
· Elim
· Gasselternijveen
· Gasteren
· Gieten
· Gieterveen
· Grolloo
· Hollandscheveld
· Nieuw-Weerdinge
· Noordscheschut
· Schoonoord
· Tiendeveen
· Uffelte
· Wapse
· Witteveen
· Yde-De Punt
· Zorgvlied